# Scyllarus aesopius
Scyllarus aesopius är en kräftdjursart som beskrevs av Lipke Bijdeley Holthuis 1960. Scyllarus aesopius ingår i släktet Scyllarus och familjen Scyllaridae. Inga underarter finns listade i Catalogue of Life.